# La Roche-de-Glun
La Roche-de-Glun là một xã thuộc tỉnh Drôme trong vùng Auvergne-Rhône-Alpes ở đông nam nước Pháp. Xã La Roche-de-Glun nằm ở khu vực có độ cao trung bình 119 mét trên mực nước biển.